# Kenneth Cockrell
Kenneth Dale "Taco" Cockrell (Austin, 9 de abril de 1950) é um astronauta norte-americano, veterano de cinco missões ao espaço no ônibus espacial.

## Biografia
Nascido no Texas, ele se formou como engenheiro mecânico na Universidade do Texas em 1972 e entrou para a Marinha dos Estados Unidos no mesmo ano. Em 1974, com um mestrado em sistemas aeronáuticos, fez o curso de piloto da marinha e passou três anos servindo a bordo do porta-aviões USS Midway. Depois foi piloto de testes por alguns anos, antes de voltar a servir duas vezes em porta-aviões, agora no USS Constellation. Em 1987, desligou-se da força e se juntou à Divisão de Operações de Aeronave do Centro Espacial Lyndon B. Johnson como piloto de pesquisas.
Em 1990, ele foi selecionado para o curso de astronautas da NASA e fez seu primeiro voo espacial em 1993, como especialista de missão da STS-56 Discovery. Em 1995 fez seu segundo voo, desta vez como piloto da STS-69 Endeavour, que colocou em órbita uma plataforma científica experimental retornável, a Wake Shield Facility.
Em 1996, Cockrell se tornou comandante de missão e neste posto fez mais três voos espaciais. A primeira com a nave Columbia na STS-80, então a mais longa das missões do ônibus espacial com 17 dias de duração; a segunda em 2001, na STS-98 Atlantis, sua primeira à Estação Espacial Internacional, que instalou na estação o módulo laboratório Destiny e finalmente a quinta e última em 2002, quando comandou a nave Endeavour na STS-111, missão à ISS que fez a troca de tripulantes da Expedição 4 pela Expedição 5 na estação orbital.